# Tacuhiro Jonemicu
Tacuhiro Jonemicu (japonsky 米満 達弘), (* 5. srpen 1986 Fudžijošida Japonsko) je reprezentant Japonska ve volném stylu (zápas). Je majitelem zlaté olympijské medaile.

## Sportovní kariéra
V roce 2012 získal zlatou medaili na olympijských hrách v Londýně. Ve finále porazil Inda Kumara.

## Výsledky
| Turnaj            | 2009 | 2010 | 2011 | 2012 |
| ----------------- | ---- | ---- | ---- | ---- |
| Olympijské hry    | –    | –    | –    | 1.   |
| Mistrovství světa | 3.   | 23.  | 2.   | -    |
| Asijské hry       | –    | 1.   | –    | -    |
| Mistrovství Asie  | 2.   | dns  | dns  | dns  |